# Mîkolaiivka, Litîn
Mîkolaiivka (în ucraineană Миколаївка) este un sat în comuna Osolînka din raionul Litîn, regiunea Vinnița, Ucraina.

## Demografie
Componența lingvistică a localității Mîkolaiivka
     Ucraineană (99,57%)
     Alte limbi (0,43%)
Conform recensământului din 2001, majoritatea populației localității Mîkolaiivka era vorbitoare de ucraineană (99,57%), existând în minoritate și vorbitori de alte limbi.